# اوموت مرعش
اوموت مرعش (انگلیسی: Umut Meraş؛ زادهٔ ۲۰ دسامبر ۱۹۹۵) بازیکن فوتبال اهل ترکیه است.
از باشگاه‌هایی که در آن بازی کرده‌است می‌توان به باشگاه فوتبال بورسااسپور اشاره کرد.
وی همچنین در تیم ملی فوتبال ترکیه بازی کرده‌است.